# Too Good to Last
«Too Good to Last» (en español: «Demasiado bueno para durar») es una canción grabada por la cantante galesa Bonnie Tyler para su tercer álbum de estudio, Diamond Cut (1979). Fue escrita por Ronnie Scott y Steve Wolfe, quien también produjo la canción con Robin Geoffrey cable. La canción fue lanzada como sencillo promocional en Estados Unidos, y alcanzó el número seis en España.

## Antecedentes y lanzamiento
«Too Good to Last», fue lanzado como sencillo promocional en los EE. UU. tras el éxito de «My Guns Are Loaded».

## Listado de canciones
12" sencillo
1. «Too Good to Last» — 3:47
2. «My Guns Are Loaded» — 4:30

## Posicionamiento en las listas
| País (1979)  | Mejor posición |
| ------------ | -------------- |
| España (ABC) | 6              |